# Џоел Греј
Џоел Дејвид Кац (енгл. Joel David Katz; Кливленд, Охајо, рођен 11. априла 1932), познат као Џоел Греј (енгл. Joel Grey), јесте амерички позоришни, филмски и ТВ глумац, плесач, певач, фотограф и редитељ.
Најпознатији је по улози мајстора церемоније у мјузиклу Кабаре на Бродвеју, као и у филмској адаптацији Боба Фосија из 1972. године. Освојио је Оскара, БАФТА награду, Златни глобус и награду Тони.